# Částkov (okres Tachov)
Částkov (německy Schossenreith) je obec v okrese Tachov v Plzeňském kraji. Žije zde 352 obyvatel.

## Historie
První písemná zmínka o vesnici pochází z roku 1272.

## Obyvatelstvo
| Rok            | 1869 | 1880 | 1890 | 1900 | 1910 | 1921 | 1930 | 1950 | 1961 | 1970 | 1980 | 1991 | 2001 | 2011 | 2021 |
| -------------- | ---- | ---- | ---- | ---- | ---- | ---- | ---- | ---- | ---- | ---- | ---- | ---- | ---- | ---- | ---- |
| Počet obyvatel | 729  | 700  | 680  | 657  | 728  | 686  | 619  | 333  | 332  | 306  | 290  | 275  | 306  | 339  | 331  |
| Počet domů     | 109  | 120  | 130  | 136  | 134  | 134  | 137  | 98   | 71   | 67   | 76   | 80   | 91   | 99   | 114  |

## Obecní správa
Mezi lety 1850–1980 Částkov byl obcí v okrese Tachov. Od 1. července 1980 do 23. listopadu 1990 patřil jako část obce ke Starému Sedlišti a od 24. listopadu 1990 je opět samostatnou obcí, ale Velký Rapotín již zůstal součástí Tachova.

### Části obce
- Částkov
- Maršovy Chody
- Pernolec

V letech 1961–1980 k obci patřil i Velký Rapotín.

### Obecní symboly
Znak a vlajka byly obci uděleny rozhodnutím předsedy Poslanecké sněmovny Parlamentu České republiky dne 31. května 2005.

## Pamětihodnosti
- V jihovýchodním nároží zemědělského dvora stojí barokní částkovský zámek postavený na přelomu sedmnáctého a osmnáctého století pány z Brisigellu.[4]
- Kostel svaté Anny
- Kaple
- Boží muka

## Galerie

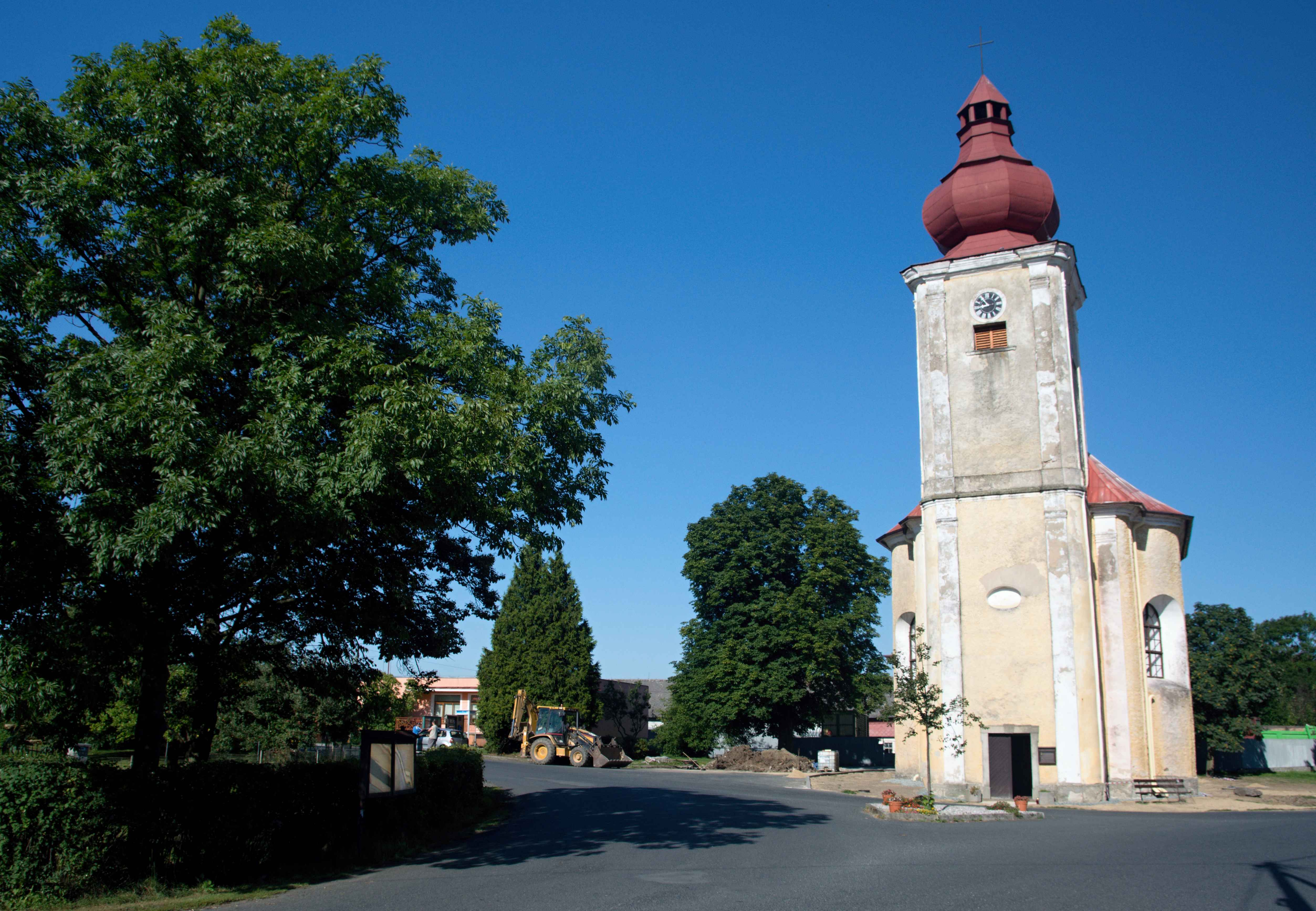
Kostel svaté Anny
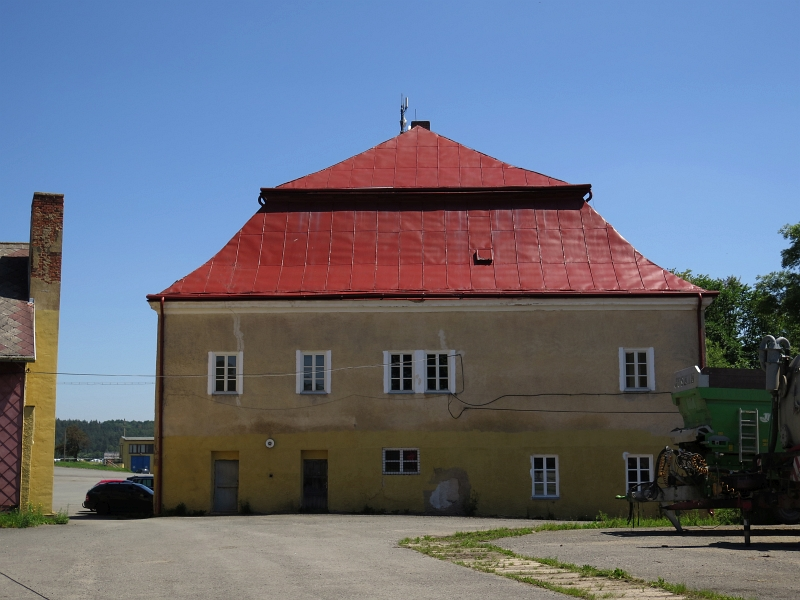
Zámek